# AGM-154联合战区外武器
AGM-154联合战区外武器 ( JSOW )是美国海军和美国空军共同开发，用於在敵人防區外發動攻擊的遠距無動力精準攻擊彈藥。

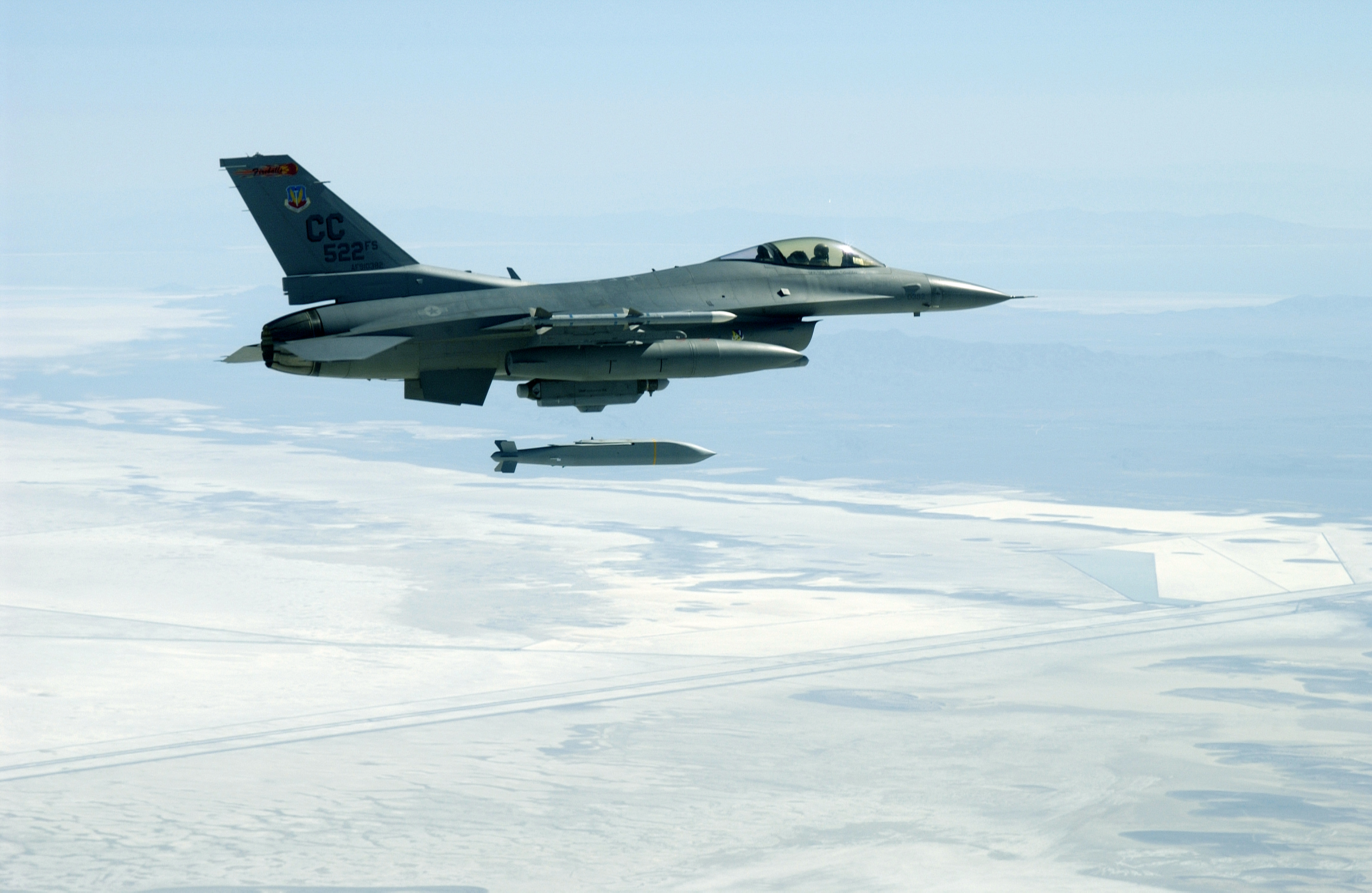
美國空軍F-16C戰鬥機拋射AGM-154聯合距外武器

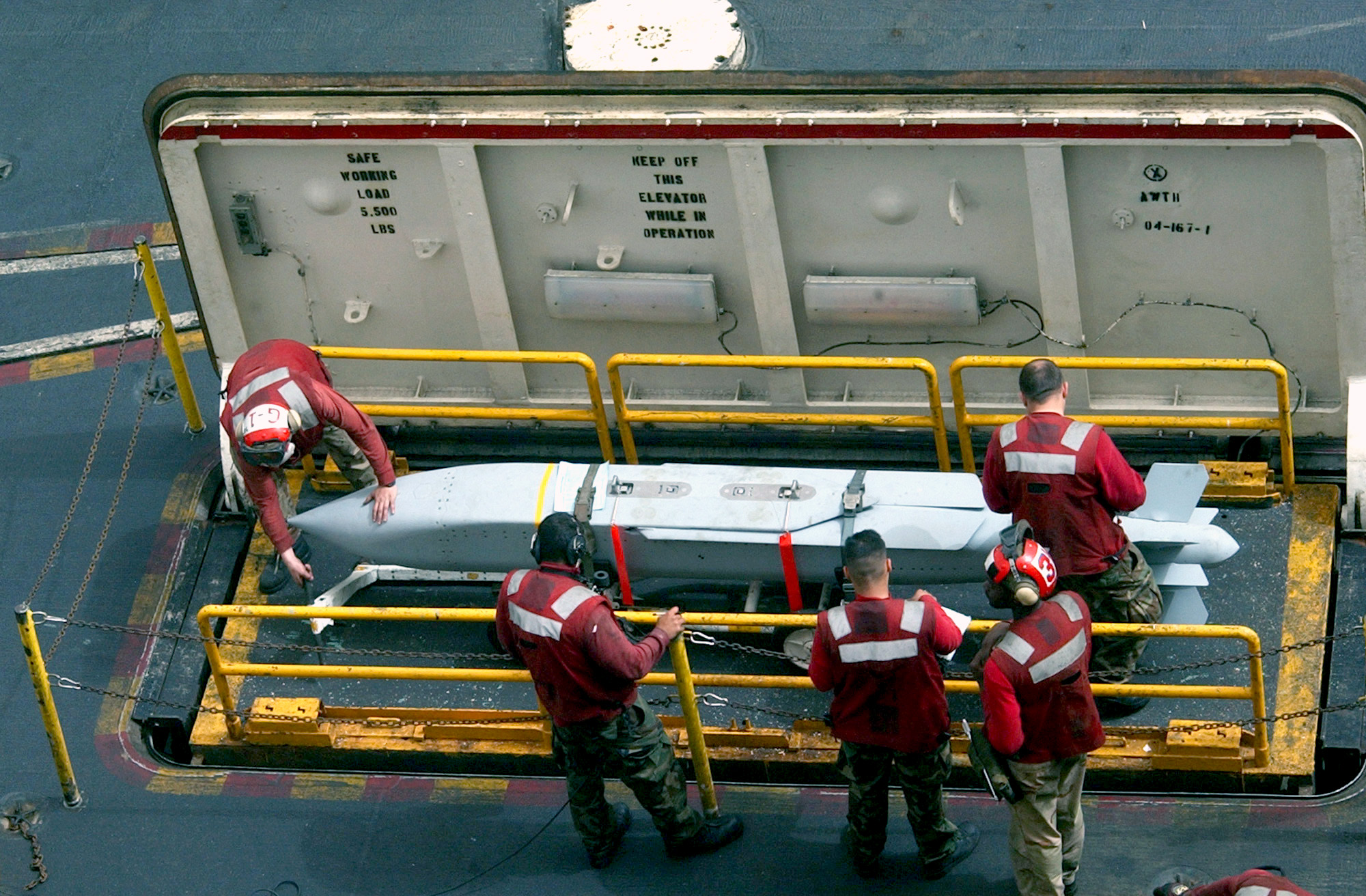
美國海軍的AGM-154 (於航空母艦甲板上)

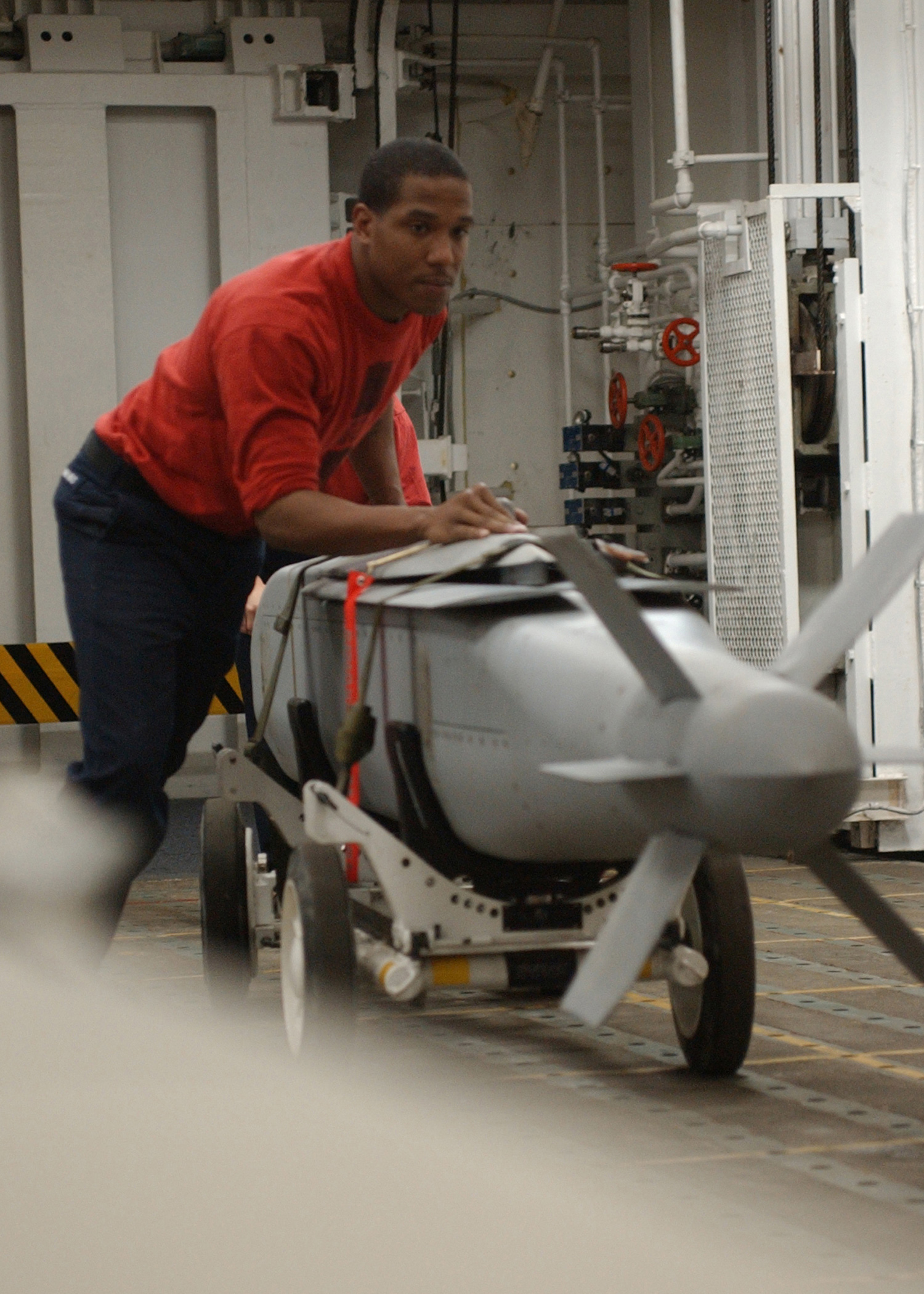
在彈藥推車上的AGM-154

## 發展
AGM-154 JSOW是一种提供在敵方防区外攻擊各种地面目标的低成本、高致命性、無動力滑翔炸彈。JSOW使用全球定位系统 （GPS）/ 惯性导航系统 （INS）進行導引，並具有全天候晝夜精確攻擊能力。 
JSOW的長度超過410公分（160英寸），重450公斤（1,000磅）。低空發射的射程是22公里（12海里），高空發射的射程是130公里（70海里）。
在1990年代，JSOW被认为是国防部历史上最成功的武器開發计划之一。JSOW比原定計劃提前一年具備初始作戰能力。与大多数導引武器和飞机發展計畫不同，该計畫从未出现过品質管理问题，并按其目标計畫进行部署。该系统引入了一种新型炸彈引信，能够在创纪录的短时间内从独立的安全审查中获得認證。许多观察家认为这些成就归功于国防部和德州仪器选择的管理方式。经过商業競標，美國政府、國防部、德州仪器和分包商组建了一个開發团队。

## 制造和升级
1999年12月29日開始量產。2000年6月，雷神公司為JSOW开发增强型电子组件，以防止敵方以電戰設備干擾GPS信号。 这最终研發了JSOW Block II，除了选择性有效反欺骗模块（Selective Availability Anti-spoofing Module，SAASM）功能外，还包含多个降低成本的计划。 JSOW Block II于2007年3月开始生产。

### JSOW Block III（JSOW-C1）
雷神科技公司于2005年签約开发JSOW Block III。JSOW-C1增加了Link 16戰術數位資訊鏈路。前三次測試於2011年8月进行。JSOW-C1 于2015年1月完成了综合测试评估，并继续进行操作测试。 C1 版本于2016年交付。它于2016年6月22日具備初始作戰能力。2017年10月11日，海军部宣布联合防区外武器(JSOW-C1)已具備作戰部署能力。

### AGM-154A-1（JSOW-A1）
雷神公司以彈性製造系統开发了JSOW-A1。 這型號使用BLU-111弹头，以增强爆炸破片效应。

### JSOW-ER
這型號使用普惠TJ-150發動機，令JSOW的射程大幅增加和成為巡航导弹。2021年，美國海軍宣佈放棄JSOW-ER的開發計劃，轉而購買更多AGM-158B JASSM-ER導彈。

## 服役紀錄

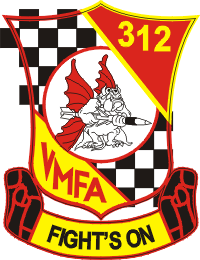
VMFA-312的隊徽 西洋棋盤

AGM-154A是第一個參與作戰的型號，通常用於進行壓制敵方防空任務。AGM-154A於1998年12月17日在沙漠之狐行动首次被用於實戰。2001年2月，從杜魯門號航空母艦起飛的的F/A-18對伊拉克防空陣地發動大規模襲擊，但幾乎所有AGM-154A沒有命中目標。事後調查發現，AGM-154控制系統軟體問題出現問題，導致幾乎所有JSOW沒有命中目標。這個問題隨後被解決。自1998年起，JSOW在沙漠之狐行动、南方守望行动、北约轰炸南斯拉夫、持久自由行动和伊拉克战争中最少被使用400次。

## 一般规格
- 主要功能 :在防區外攻擊敵軍目標
- 承包商: 雷神公司
- 制導系統： GPS / INS（全球位置/惯性），终端红外寻的导引头（AGM-154C）
- 长度： 410厘米（160英寸）
- 直径：33厘米（13英寸）
- 重量： 483至497公斤（1,065至1,095磅）
- 翼展： 270厘米（106英寸）
- 發射平台:
  - F/A-18C/D、F/A-18E/F、F-16、B-1B、B-2A、B-52、F-15E、F-35、JAS 39、AV-8B
- 射程:
  - 低空發射 - 12海里（22公里）
  - 高空發射 - 70海里（130公里）
- 弹头:

BLU-97/B集束彈藥（JSOW A）
BLU-111（JSOW-A1）
BLU-108（JSOW-B-已取消生產）

BROACH弹头（JSOW C）
- 部署日期: 1999年1月[6]

## 使用國家
- 美国

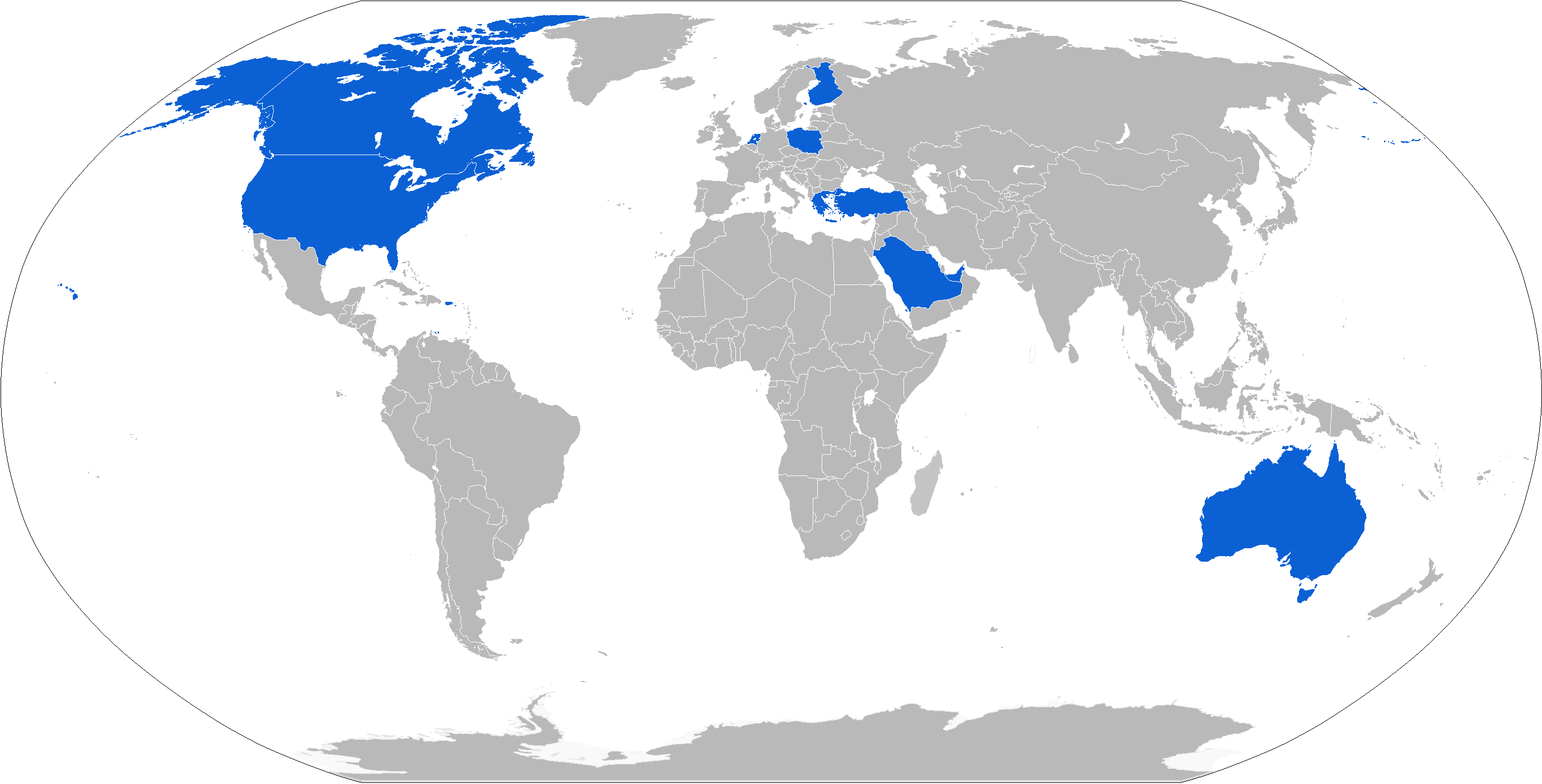
使用國

- 中華民國：AGM-154C，配屬於F-16V。
- ：AGM-154C升级至Block 3。
- 荷蘭
- 希腊
- 波蘭
- 加拿大
- 阿联酋
- 新加坡
- 沙烏地阿拉伯

## 外连
- AGM-154 Joint Standoff Weapon - GlobalSecurity.org（页面存档备份，存于）
- Raytheon: Joint Stand Off Weapon
- Raytheon (Texas Instruments) AGM-154 JSOW - Designation Systems（页面存档备份，存于）
- Airborne Tactical and Defence Missiles（页面存档备份，存于）